# Juan García (zapaśnik)
Juan García – wenezuelski zapaśnik walczący w obu stylach. Zajął osiemnaste miejsce na mistrzostwach świata w 1997. Dwa brązowe medale na igrzyskach Ameryki Środkowej i Karaibów w 1986. Czterokrotny medalista igrzysk boliwaryjskich, złoty medal w 1985 i 1989; brązowy w 1997 roku.